# Generał mróz

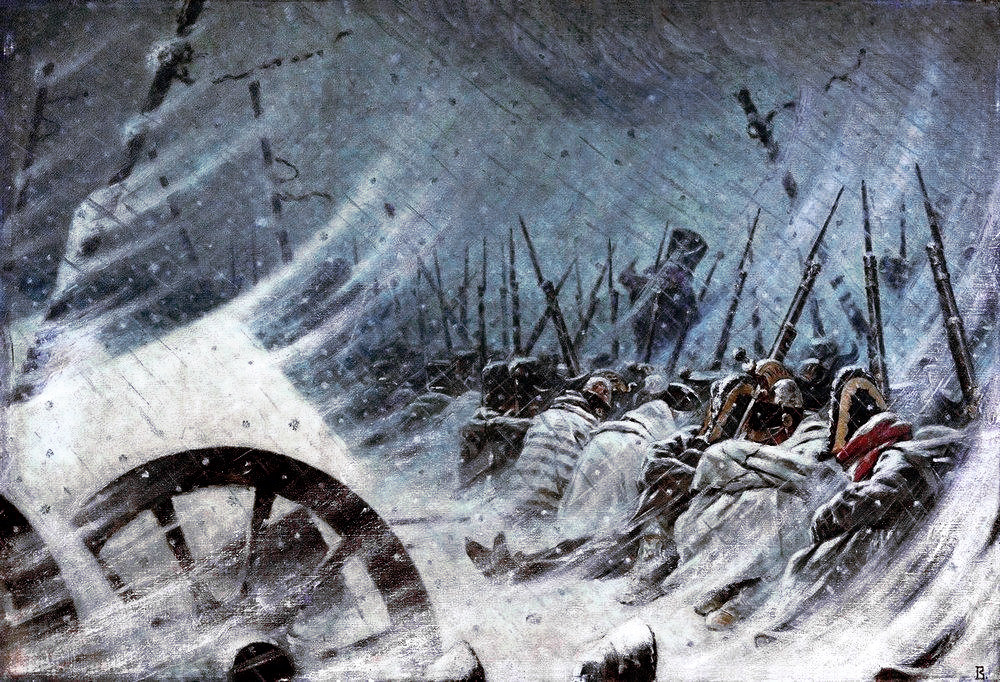
Nocny biwak żołnierzy Wielkiej Armii w trakcie inwazji na Rosję w roku 1812

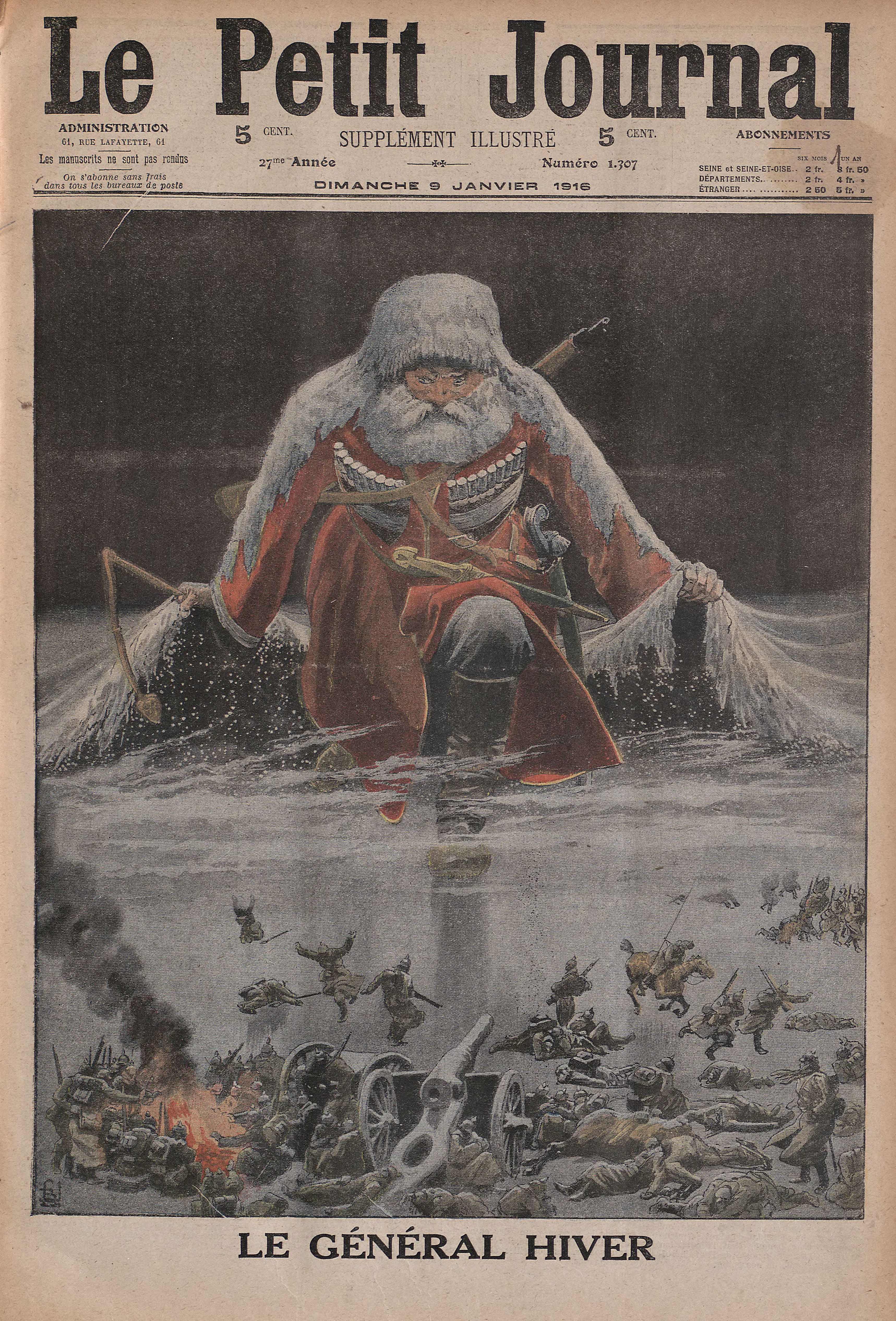
Ilustracja „Generał mróz” autorstwa Louisa Bombleda z 1916 w dzienniku Le Petit Journal o sytuacji na froncie wschodnim I wojny światowej

Generał mróz – popularnie sformułowanie określające strategię spalonej ziemi zastosowanej przez rosyjskich dowódców dwukrotnie – podczas inwazji Napoleona I na Rosję w 1812 i Hitlera w 1941 na terytorium ZSRR. Polega ona na wycofywaniu się w głąb własnego terenu rozciągając linie zaopatrzenia wroga jednocześnie niszcząc i konfiskując przydatne zapasy jak odzież, żywność, paliwo, aby ta nie dostała się w ręce przeciwnika. Wszystko, czego nie można było przenieść jak pola, pastwiska lub budynki palono, zostawiając jedynie spaloną ziemię. Nazwa wzięła się od tego, że mróz zabił wielu źle przygotowanych żołnierzy, więcej niż niejedna bitwa.